# Sickinger Würfel
Die Sickinger Würfel sind ein Bauwerk in der Kleinstadt Landstuhl. Sie stehen unter Denkmalschutz.

## Lage
Das Bauwerk befindet sich am westlichen Rand der Straße Am alten Markt im Stadtpark. Unmittelbar westlich verläuft die Ludwigstraße; auf deren gegenüber liegenden Seite steht die Villa Benzino.

## Beschaffenheit
Die Sickinger Würfel bestehen aus Rotsandsteinblöcken. Bei ihnen handelt es sich um die Reste eines Grabmal aus der Zeit der Römer. Der 1905 entschlüsselten Inschrift nach widmet es sich einem römischen Soldaten namens Titus.

## Geschichte
Das Grabmal wurde um 1800 rund 25 Meter nördlich der örtlichen Kaiserstraße entdeckt. Der Besitzer des Grundstücks ließ die Steine 1864 entfernen und verlegte sie zunächst unmittelbar an die Kaiserstraße. Da das Mal in den Folgejahrzehnten durch vorbeifahrende Fuhrwerke in Mitleidenschaft gezogen wurde, wurde 1902  beschlossen, die Fundstücke an den gegenwärtigen Standort aufzustellen.
In der Folge entstand die Sage, der mit der Stadt verbundene Franz von Sickingen habe die Sandsteine von der Burg Nanstein auf den alten Markt geworfen.